# Logroñesa (manzana)
Logroñesa es el nombre de una variedad cultivar de manzano (Malus domestica). Esta manzana está cultivada en la colección de germoplasma de manzanas del CSIC. Así mismo está cultivada en diversos viveros entre ellos algunos dedicados a conservación de árboles frutales en peligro de desaparición. Esta manzana es originaria de La Rioja, donde tuvo su mejor época de cultivo comercial antes de la década de 1960, y actualmente en menor medida aún se encuentra.

## Sinónimos
- "Manzana Logroñesa".[6][8][9]

## Historia
'Logroñesa' es una variedad de manzana de la comunidad autónoma de La Rioja (Lardero, provincia de Logroño), cuyo cultivo conoció cierta expansión en el pasado, siendo una de las variedades de las consideradas difundidas, clasificándose en esta manera, pues en las distintas prospecciones llevadas a cabo por las provincias españolas, se registraron repetidamente y en emplazamientos diversos, a veces distantes, sin constituir nunca núcleos importantes de producción.
'Logroñesa' está considerada incluida en las variedades locales autóctonas muy antiguas, cuyo cultivo se centraba en comarcas muy definidas. Se caracterizaban por su buena adaptación a sus ecosistemas y podrían tener interés genético en virtud de su adaptación. Se encontraban diseminadas por todas las regiones fruteras españolas, aunque eran especialmente frecuentes en la España húmeda. Estas se podían clasificar en dos subgrupos: de mesa y de sidra (aunque algunas tenían aptitud mixta).
'Logroñesa' es una variedad clasificada como de mesa; difundido su cultivo en el pasado por los viveros comerciales y cuyo cultivo en la actualidad se ha reducido a huertos familiares y jardines privados.

## Características
El manzano de la variedad 'Logroñesa' tiene un vigor alto; florece a inicios de mayo; tubo del cáliz pequeño, cónico y a veces iniciada forma de embudo, y con los estambres bajos y recogidos en haz.
La variedad de manzana 'Logroñesa' tiene un fruto de tamaño medianamente grande; forma cónica o truncada o esférica, voluminosa, acentuándose desde la parte media inferior, a veces rebajada de un lado, y contorno más o menos irregular; piel fuerte, semi-acharolada y con frecuencia se aprecia una suave untuosidad; con color de fondo verde o amarillo verdoso, importancia de sobre color medio, color del sobre color rojo a cobrizo, distribución del sobre color en chapa, presenta chapa poco extensa en zona de insolación de tono rojo cobrizo a rojo fuego, acusa punteado abundante, uniforme, blanco o ruginoso con aureola blanca, y una sensibilidad al "russeting" (pardeamiento áspero superficial que presentan algunas variedades) débil; pedúnculo corto, medianamente fino, ensanchado o formando cabeza en la parte superior, anchura de la cavidad peduncular amplia o levemente estrecha, profundidad de la cavidad pedúncular profunda, con chapa ruginosa más o menos amplia, borde irregular, y con importancia del "russeting" en cavidad peduncular medio; anchura de la cavidad calicina estrecha, profundidad de la cav. calicina de variada profundidad, limpia o con feble chapa ruginosa, borde levemente ondulado y con frecuencia rebajado de un lado, y con importancia del "russeting" en cavidad calicina débil; ojo pequeño o medio, abierto o entreabierto; sépalos levemente separados en su base, anchos y fuertes, otros triangulares muy juntos y vueltos hacia fuera desde su mitad.
Carne de color blanco o crema, con fibras verdosas; textura crujiente, tierna, aromática; sabor agradable, levemente acidulado, muy bueno. Muy bueno.; corazón semi-acordado y alargado; eje abierto; celdas arriñonadas o alargadas, cartilaginosas y con rayas blancas; semillas de tamaño más bien grande y apuntadas.
La manzana 'Logroñesa' tiene una época de maduración y recolección tardía en otoño-invierno, se recolecta desde mediados de octubre hasta finales de noviembre. Se usa como manzana de mesa fresca.